# 箭头卷管螺
箭头卷管螺（学名：Etrema subauriformis），是新腹足目卷管螺科Etrema的一种。主要分布于韩国、台湾，常栖息在沙质海底。